# Hóquei sobre a grama nos Jogos Olímpicos de Verão da Juventude de 2010 - Masculino
O torneio masculino de hóquei sobre a grama nos Jogos Olímpicos de Verão da Juventude de 2010 ocorreu entre 17 e 25 de agosto no Estádio de Hóquei de Sengkang. Seis equipes participaram do evento.

## Medalhistas
|  | AUS Austrália |  | PAK Paquistão |  | BEL Bélgica |
|  | Daniel Beale Robert Bell Andrew Butturini Ryan Edge Jake Farrell Casey Hammond Jeremy Hayward Daniel Mathiesen Rory Middleton Luke Noblett Flynn Ogilvie Jayshaan Randhawa Byron Walton Jordan Willot Oscar Wookey Dylan Wotherspoon |  | Mazhar Abbas Ahmed Zubair Muhammad Sultan Amir Muhammad Umair Ali Shan Muhammad Usman Aslam Muhammad Adnan Muhammad Rizwan Muhammad Sohaib Syed Kashif Shah Muhammad Arslan Qadir Ali Hassan Faraz Muhammad Amir Ashiq Muhammad Suleman Adnan Shakoor Muhammad Irfan |  | Arnaud Flamand Dimitri Cuvelier Arthur van Doren Matthias Dubois Antoine Legrain Louis Rombouts Dorian Thiery Thomas van der Gracht Alexander Hendrickx Bjorn Delmoitie Nicolas de Kerpel Mathew Cobbaert Quentin Bigare Gaetan Perez Benjamin van Dam Arno Devreker |

## Formato
Na primeira fase as seis equipes se enfrentaram entre si, em um grupo único, totalizando cinco jogos. As duas primeira colocadas partiram para a disputa da medalha de ouro, as equipes que finalizaram em quarto e quinto lugar disputaram o bronze, e as equipes que ocuparam as duas últimas posições no grupo disputaram a partida pelo quinto lugar.

## Resultados

### Preliminares
|  | Equipes classificadas à final               |
|  | Equipes classificadas à disputa pelo bronze |

| Equipe        | P  | J | V | E | D | GP | GC | SG  |
| ------------- | -- | - | - | - | - | -- | -- | --- |
| AUS Austrália | 15 | 5 | 5 | 0 | 0 | 36 | 6  | +30 |
| PAK Paquistão | 12 | 5 | 4 | 0 | 1 | 30 | 12 | +18 |
| BEL Bélgica   | 9  | 5 | 3 | 0 | 2 | 27 | 13 | +14 |
| GHA Gana      | 6  | 5 | 2 | 0 | 3 | 12 | 24 | -12 |
| CHI Chile     | 3  | 5 | 1 | 0 | 4 | 6  | 38 | -32 |
| SIN Singapura | 0  | 5 | 0 | 0 | 5 | 5  | 23 | -18 |

Todas as partidas seguem o horário de Singapura (UTC+8)
| 17 de agosto 16:00                                                                          |           |                                                            |                                                                                        |
| Paquistão PAK                                                                               | 6 – 3     | GHA Gana                                                   | Campo 2, Estádio de Hóquei de Sengkang Árbitros: SIN Lim Hong Zhen SWE Mikael Mattsson |
| Ahmed Zubair 6' Syed Kashif Shah 14' Muhammad Arslan Qadir 21' 49' 63' Muhammad Suleman 60' | Relatótio | Rahman Anum Andul 19' Alfred Ntiamoah 35' Samuel Afari 58' | Campo 2, Estádio de Hóquei de Sengkang Árbitros: SIN Lim Hong Zhen SWE Mikael Mattsson |

| 17 de agosto 19:15 |           |           |                                                                                      |
| Bélgica BEL | 9 – 0     | CHI Chile | Campo 2, Estádio de Hóquei de Sengkang Árbitros: NZL David Tomlinson GHA Aziz Adimah |
| Arno Devreker 2' 47' 69' Dimitri Cuvelier 6' 28' Alexander Hendrickx 34' Nicolas de Kerpel 54' Mathew Cobbaert 56' Gaetan Perez 57' | Relatótio |           | Campo 2, Estádio de Hóquei de Sengkang Árbitros: NZL David Tomlinson GHA Aziz Adimah |

| 17 de agosto 20:30     |           | |                                                                                        |
| Singapura SIN          | 1 – 8     | AUS Austrália | Campo 1, Estádio de Hóquei de Sengkang Árbitros: ARG Fernando Gómez GBR David Sweetman |
| Mohd Haseeef Salim 65' | Relatório | Oscar Wookey 8' 30' 32' Daniel Beale 21' Daniel Mathiesen 29' Jake Farrel 37' Jordan Willott 41' Dylan Wotherspoon 60' | Campo 1, Estádio de Hóquei de Sengkang Árbitros: ARG Fernando Gómez GBR David Sweetman |

| 18 de agosto 16:30 |           |                    | |
| Paquistão PAK | 15 – 1    | CHI Chile          | Campo 1, Estádio de Hóquei de Sengkang Árbitros: SIN Muhammad Faisal Buin Hussin SWE Mikael Mattsson |
| Syed Kashif Shah 8' 55' 58' Muhammad Umair 17' 44' Ahmed Zubair 21' Muhammad Suleman 25' 28' 39' 46' 47' Muhammad Rizwan 44' Muhammad Amir Qadir 49' 64' 67' | Relatório | Vicente Martín 65' | Campo 1, Estádio de Hóquei de Sengkang Árbitros: SIN Muhammad Faisal Buin Hussin SWE Mikael Mattsson |

| 18 de agosto 18:30                                                                                           |           |          |                                                                                                |
| Austrália AUS                                                                                                | 8 – 0     | GHA Gana | Campo 1, Estádio de Hóquei de Sengkang Árbitros: PAK Anwaar Chaudhry Hussain USA Grant Hundley |
| Daniel Beale 1' 48' Jordan Willott 14' Oscar Wookey 17' 25' Luke Noblett 20' Casey Hammond 39' Ryan Edge 46' | Relatório |          | Campo 1, Estádio de Hóquei de Sengkang Árbitros: PAK Anwaar Chaudhry Hussain USA Grant Hundley |

| 18 de agosto 20:30     |           |                                                                                          |                                                                                     |
| Singapura SIN          | 1 – 7     | BEL Bélgica                                                                              | Campo 1, Estádio de Hóquei de Sengkang Árbitros: ARG Fernando Gómez GHA Aziz Adimah |
| Rahman Abdul Jalil 42' | Relatório | Arno Devreker 7' 19' 47' 65' Nicolas de Kerpel 23' Gaetan Perez 66' Dimitri Cuvelier 70' | Campo 1, Estádio de Hóquei de Sengkang Árbitros: ARG Fernando Gómez GHA Aziz Adimah |

| 20 de agosto 16:00                                                                             |           |                                                  |                                                                                       |
| Austrália AUS                                                                                  | 6 – 3     | BEL Bélgica                                      | Campo 2, Estádio de Hóquei de Sengkang Árbitros: SIN Lim Hong Zhen GBR David Sweetman |
| Rory Middleton 12' Jeremy Hayward 28' Luke Noblett 58' 67' Jordan Willott 60' Daniel Beale 63' | Relatório | Alexander Hendrickx 16' 44' Benjamin van Dam 25' | Campo 2, Estádio de Hóquei de Sengkang Árbitros: SIN Lim Hong Zhen GBR David Sweetman |

| 20 de agosto 18:30                                          |           |                                                                                   | |
| Chile CHI                                                   | 3 – 4     | GHA Gana                                                                          | Campo 1, Estádio de Hóquei de Sengkang Árbitros: NZL David Tomlinson SIN Muhammad Faisal Buin Hussin |
| Vicente Martin 22' Alan Hamilton 48' Juan Pablo Purcell 63' | Relatório | Matthew Damalie 15' Frederick Darko 21' Abdul Rahman Anum 24' Alfred Ntiamoah 35' | Campo 1, Estádio de Hóquei de Sengkang Árbitros: NZL David Tomlinson SIN Muhammad Faisal Buin Hussin |

| 20 de agosto 20:30    |           |                                                                                     |                                                                                    |
| Singapura SIN         | 1 – 4     | PAK Paquistão                                                                       | Campo 1, Estádio de Hóquei de Sengkang Árbitros: USA Grant Hundley GHA Aziz Adimah |
| Mohd Haseef Salim 26' | Relatório | Ahmed Zubair 32' Muhammad Arslan Qadir 39' Muhammad Suleman 49' Muhammad Rizwan 63' | Campo 1, Estádio de Hóquei de Sengkang Árbitros: USA Grant Hundley GHA Aziz Adimah |

| 21 de agosto 16:30                                       |           |                                                                          |                                                                                          |
| Gana GHA                                                 | 3 – 6     | BEL Bélgica                                                              | Campo 1, Estádio de Hóquei de Sengkang Árbitros: SWE Mikael Mattsson NZL David Tomlinson |
| Alfred Ntiamoah 28' Johnny Botsio 51' Selorm Kemevor 54' | Relatório | Alexander Hendrickx 16' 31' 44' 69' Arno Devreker 49' Louis Rombouts 65' | Campo 1, Estádio de Hóquei de Sengkang Árbitros: SWE Mikael Mattsson NZL David Tomlinson |

| 21 de agosto 18:30                           |           |                                                                               |                                                                                       |
| Paquistão PAK                                | 2 – 5     | AUS Austrália                                                                 | Campo 2, Estádio de Hóquei de Sengkang Árbitros: ARG Fernando Gómez SIN Lim Hong Zhen |
| Muhammad Arslan Qadir 9' Muhammad Rizwan 52' | Relatório | Rory Middleton 20' 51' Daniel Beale 29' Daniel Mathiesen 42' Oscar Wookey 46' | Campo 2, Estádio de Hóquei de Sengkang Árbitros: ARG Fernando Gómez SIN Lim Hong Zhen |

| 21 de agosto 20:30    |           |                                      | |
| Singapura SIN         | 1 – 2     | CHI Chile                            | Campo 2, Estádio de Hóquei de Sengkang Árbitros: SIN Muhammad Faisal Buin Hussin GBR David Sweetman |
| Mohd Haseef Salim 51' | Relatório | Matías Mardones 14' Felipe Tapia 32' | Campo 2, Estádio de Hóquei de Sengkang Árbitros: SIN Muhammad Faisal Buin Hussin GBR David Sweetman |

| 23 de agosto 16:00                                                                                     |           |           | |
| Austrália AUS                                                                                          | 9 – 0     | CHI Chile | Campo 1, Estádio de Hóquei de Sengkang Árbitros: USA Grant Hundley SIN Muhammad Faisal Buin Hussin |
| Daniel Beale 6' Oscar Wookey 9' 53' 65' Flynn Ogilvie 10' 27' Casey Hammond 42' Rory Middleton 46' 49' | Relatório |           | Campo 1, Estádio de Hóquei de Sengkang Árbitros: USA Grant Hundley SIN Muhammad Faisal Buin Hussin |

| 23 de agosto 18:30          |           |                                                  |                                                                                        |
| Bélgica BEL                 | 2 – 3     | PAK Paquistão                                    | Campo 1, Estádio de Hóquei de Sengkang Árbitros: GBR David Sweetman ARG Fernando Gómez |
| Alexander Hendrickx 29' 47' | Relatório | Muhammad Irfan 15' Muhammad Arslan Qadir 36' 58' | Campo 1, Estádio de Hóquei de Sengkang Árbitros: GBR David Sweetman ARG Fernando Gómez |

| 23 de agosto 20:30                        |           |                       |                                                                                          |
| Gana GHA                                  | 2 – 1     | SIN Singapura         | Campo 1, Estádio de Hóquei de Sengkang Árbitros: NZL David Tomlinson SWE Mikael Mattsson |
| Selorom Kemevor 35' Abdul Rahman Anum 44' | Relatório | Mohd Haseef Halim 59' | Campo 1, Estádio de Hóquei de Sengkang Árbitros: NZL David Tomlinson SWE Mikael Mattsson |

### Fase final

#### Disputa pelo 5º lugar
| 25 de agosto 15:00 |           |                                                                                                |                                                                                      |
| Chile CHI          | 1 – 6     | SIN Singapura                                                                                  | Campo 1, Estádio de Hóquei de Sengkang Árbitros: GHA Aziz Adimah SWE Mikael Mattsson |
| Vicente Martín 13' | Relatório | Muhd Fadhil Muhd Rizaini 19' Mohd Haseef Salim 43' 48' 61' Nur Ashriq Ferdaus Zulkepli 53' 69' | Campo 1, Estádio de Hóquei de Sengkang Árbitros: GHA Aziz Adimah SWE Mikael Mattsson |

#### Disputa pelo bronze
| 25 de agosto 17:30                                              |           |                       |                                                                                        |
| Bélgica BEL                                                     | 4 – 1     | GHA Gana              | Campo 1, Estádio de Hóquei de Sengkang Árbitros: NZL David Tomlinson SIN Lim Hong Zhen |
| Alexander Hendrickx 25' Gaetan Perez 31' 53' Louis Rombouts 48' | Relatório | Abdul Rahman Anum 17' | Campo 1, Estádio de Hóquei de Sengkang Árbitros: NZL David Tomlinson SIN Lim Hong Zhen |

#### Final
| 25 de agosto 20:00                     |           |                    |                                                                                        |
| Austrália AUS                          | 2 – 1     | PAK Paquistão      | Campo 1, Estádio de Hóquei de Sengkang Árbitros: ARG Fernando Gómez GBR David Sweetman |
| Dylan Wotherspoon 49' Luke Noblett 67' | Relatório | Muhammad Umair 10' | Campo 1, Estádio de Hóquei de Sengkang Árbitros: ARG Fernando Gómez GBR David Sweetman |

## Classificação final
| Pos.              | Equipe        |
| ----------------- | ------------- |
| Medalha de ouro   | AUS Austrália |
| Medalha de prata  | PAK Paquistão |
| Medalha de bronze | BEL Bélgica   |
| 4                 | GHA Gana      |
| 5                 | SIN Singapura |
| 6                 | CHI Chile     |